# Dry Martina
Dry Martina es una película de comedia dramática chilena-argentina de 2018 dirigida y escrita por Che Sandoval. Narra la historia de una cantante que busca recuperar su deseo sexual con un joven chileno que está en pareja con una fanática que cree ser su hermana. Está protagonizada por Antonella Costa, Patricio Contreras, Geraldine Neary y Pedro Campos.
La película se estrenó mundialmente el 17 de abril de 2018 durante el Buenos Aires Festival Internacional de Cine Independiente, mientras que su estreno comercial en las salas de cines de Argentina fue el 21 de junio de 2018 y en Chile se lanzó el 15 de noviembre de ese mismo año.

## Sinopsis
Ambientada en la década de los '90, la historia sigue la vida de Martina, una famosa cantante argentina de 40 años que está atravesando una crisis amorosa y sexual hasta que se produce la llegada de una joven pareja chilena conformada por Francisca, una fanática que piensa que pueden ser hermanas y su pareja César, quien despierta en Martina nuevamente ese deseo sexual que parecía perdido.

## Elenco
- Antonella Costa como Martina Andrade
- Patricio Contreras como Nacho
- Geraldine Neary como Francisca
- Pedro Campos como César
- Álvaro Espinoza como Juan
- Yonar Sánchez como Samuel
- Héctor Morales como Hombre joven
- Humberto Miranda como Portero
- Joaquín Fernández como Daniel
- Sergio Nicloux	como Leonardo
- Rafael Gumucio como Tomás
- Martín Garabal como Roberto

## Recepción

### Comentarios de la crítica
La película recibió críticas positivas por parte de la prensa. Gaspar Zimerman de Clarín señaló «el filme respira una vitalidad que lo hace imprevisible y tiene una muy buena actriz protagónica [Costa]» que se luce con su personaje. Diego Batlle de Otros cines expresó «Dry Martina luce elegante y cuidada», «la narración siempre fluye con su estilo urgente», siendo «lúdica y desgarradora a la vez».
En una reseña para Página 12, Horacio Bernades escribió «Dry Martina es una película de look más profesional», «su estructura suena más calculada, menos espontánea» y la presencia de Costa es «olímpica» y «sabe transmitirlo bien». Juan Pablo Russo de Escribiendo cine resaltó que «los diálogos son impecables y el elenco brilla en toda su dimensión», donde Costa ofrece un «gran trabajo».

### Premios y nominaciones
| Lista de premios y nominaciones | Lista de premios y nominaciones | Lista de premios y nominaciones | Lista de premios y nominaciones | Lista de premios y nominaciones | Lista de premios y nominaciones |
| Año                             | Organización                    | Categoría                       | Nominado/a(s)                   | Resultado                       | Ref(s)                          |
| ------------------------------- | ------------------------------- | ------------------------------- | ------------------------------- | ------------------------------- | ------------------------------- |
| 2018                            | Premios Fénix                   | Mejor actriz                    | Antonella Costa                 | Nominada                        | [ 11 ]                          |
| 2018                            | Premios Sur                     | Mejor actriz                    | Antonella Costa                 | Nominada                        | [ 12 ]                          |
| 2019                            | Premios Cóndor de Plata         | Mejor película iberoamericana   | Dry Martina                     | Nominado                        | [ 13 ]                          |